# San Diego del Valle (Cuba)
San Diego del Valle es una localidad del municipio de Cifuentes perteneciente a la provincia de Villa Clara. Consejo Popular San Diego del Valle

## Origen
A mediados del Siglo XIX, conociendo el Gobierno colonial su error de mantener abusivos impuestos, los suprimió en parte. Los colonos pudientes seleccionaban las más apropiadas zonas para establecerlas y es así como surge San Diego del Valle en el año de 1840, fecha en que se establece en las márgenes del Río Yabú la primera tienda. A su alrededor se comienza a fomentar el caserío de San Diego del Valle, entre las Villas de Sagua la Grande y Santa Clara.
En 1846 la Capitanía Pedánea llamada de San Diego de Niguas, el primer nombre conocido para designar este asentamiento fue Niguas, posteriormente San Diego de Niguas y en virtud de una Orden real fechada el 5 de julio de 1878, el nombre de San Diego del Valle, que hoy ostenta.
En esta localidad también se efectuaron una serie de combates de las guerras de independencia, de la Guerra de los 10 años, y de la llamada Guerra Chiquita. A partir del Triunfo de la Revolución han ocurrido una serie de transformaciones que hasta los días de hoy se conmemoran y se recuerdan como hechos históricos más importantes desde el 1.º de enero de 1959 en San Diego del Valle.
Salud
En el propio año 1959 la asistencia médica y hospitalaria adquirió carácter gratuito, se creó la Jefatura Local de Salubridad y Asistencia Social en un antiguo local que había en la calle Maceo entre Independencia y Santiago Valdés.
En la actualidad San Diego cuenta con un amplio sistema de Psicología y Salud, capaz de abarcar las necesidades de sus pobladores, dentro de este sistema se encuentra una sala de rehabilitación y, en esta se aplican técnicas de relajación de la cultura oriental como la técnica de dígitopuntura. También se imparten talleres sobre temas de actualidad, como son la lucha contra las drogas, el tabaquismo, alcohol, etc.

## Ubicación
Al Norte limita con el municipio de Cifuentes, al este con Provincia Santa Clara, al sur con Ranchuelo, y al Oeste Santo Domingo.

## Hidrografía
Su fuente fundamental de agua es el río Yabú, afluente del Río Sagua la Grande. Este es el río principal y presenta corrientes permanentes, nace en Santa Clara, su alimentación fundamental son las lluvias y desemboca en la Presa Alacranes.
Topografía
La comunidad cuenta con algunos accidentes geográficos que dan las características de este lugar. Por el Este y Sureste se encuentran las lomas de San Diego y Sierra de Maguaralla; entre las cuales sobresalen El Miradero Babiney, Cupey y Loma Quemado, las cuales no rebasan los 60 m de altura.
Los suelos de la zona son negros y pardos, se caracterizan por tener una gran fertilidad, pues en los mismos se obtienen los más variados cultivos.

## Clima
El clima de la zona es tropical, al igual que todo el centro de Cuba, se destacan las estaciones de verano e invierno. Presenta un clima húmedo, está rodeado por ríos.

## Economía
La actividad económica fundamental del Consejo Popular es la agricultura cañera y no cañera. Entre los principales centros económicos están una UBPC, una CPA dedicadas a los cultivos varios, 4 CCS Fortalecidas, una granja tabacalera, una fábrica de conservas y un taller textil.

## Fauna
Alrededor del poblado existe gran diversidad de aves, principalmente en las regiones montañosas del Valle.

## Flora
Arbusto o arbolito cultivado como ornamental, originario de la India. Se ha propagado en los jardines en muchos hogares es conocido como Mora de la India.
Oreganillo
Mate de Costa
Pimpinela Menor
Orozuz de la Tierra.
Romerillo Blanco, yerba silvestre muy común en toda la isla, en campos, márgenes de los ríos, colinas calcáreas, terrenos yermos y cultivados.
Arbusto indígena, común en las costas altas y secas del sur de Oriente, también se le encuentra en San Diego.
Romero de Costa tiene gran aceptación por sus cualidades medicinales.
Roble Prieto, árbol muy común en la costa norte de la isla, en terrenos de marga caliza.
Raíz de China, planta común en los terrenos pedregosos de las montañas y colinas calcáreas de todas las provincias.
Rauwolfia
Arbusto silvestre en terrenos húmedos y bajo la sombra de los bosques en toda Cuba, en San Diego se conoce como Pitajoní.
Planta nativa de la América Central y del Norte de Sudamérica, naturalizada en Cuba, se encuentra en todas las provincias, utilizada en cercas como setos vivos y en jardines como ornamentales conocida como Piñón Amoroso.
Un arbusto silvestre muy común cerca de las costas arenosas y bajas y también en el interior en terrenos de poca elevación conocido como Salvia de Playa.
Alga marina muy común en todas las costas. Esta especie se encuentra ampliamente distribuida en los mares cálidos-templados y tropicales respondiendo al nombre de
Sargazo común.
Sauce, árbol nativo de Sudamérica, y cultivado en Cuba como ornamental en jardines llamado.
Súcheli blanco, árbol de bosques húmedos, matorrales y colinas cercanas a las costas, en terrenos de poca o de mediana elevación.
Cactus, entre ellos Akersia roseiflora Buin.
Trébol de agua, yerba acuática, común en lagunas, ciénagas y charcos permanentes de toda la Cuba.
Yabilla, planta no existe en la parte occidental de la isla, sino como cultivada.

## Deporte
En el área de deporte el poblado tiene un combinado deportivo que cuenta con 15 grupos del programa Educa a tu hijo, 10 círculos de abuelos y varias áreas deportivas como son béisbol, fútbol, balonmano, voleibol, judo y ajedrez a las cuales toda la comunidad tiene acceso. Una de las actividades que se lleva a cabo son los interbarrio de fútbol, competencia de primera categoría de fútbol, simultánea de ajedrez, trabajo con los discapacitados, actividades con la población como son campeonatos de dominó, competencia de pesca, caza, festivales deportivos recreativos y los programas de a jugar. En el poblado existe un microgimnasio que tiene las condiciones para la práctica de ejercicios físicos y gimnasia musical aeróbica cuya área pertenece al INDER y tiene mucho auge en la población.Una de las grandes personalidades en el Deporte en el Poblado de San Diego del Valle es Jayme Domenech Betancourt integrante del equipo Villa Clara y del equipo Cuba.

## Cultura
En lo referente a la cultura tenemos las principales tradiciones del consejo popular donde encontramos el baile rojo, Sandieguero ausente, serenatas, Peñas campesinas, Juegos tradiciones, celebración de fechas históricas y las, fiestas populares En el consejo popular se han incorporado actividades del gusto popular como son: bailables populares, jornadas de cultura, actividades culturales con música tradicional, actividades literarias y cinematográficas. Para lo cual se cuenta con una casa de cultura, una biblioteca pública, un anfiteatro y una sala de vídeo. En San Diego del Valle en el año 1963 cada noche o en determinados días, en las madrugadas, algunos vecinos escuchaban por las calles del pueblo a quién se convertía en todo un personaje misterioso que causaba pavor entre los habitantes y personas que estaban de paso por el pueblo en aquel año, todos la llamaban: La Mujer de los Tacones. El consejo popular cuenta también con La Iglesia Católica de San Diego del Valle ubicada en el poblado. Otros aspecto en lo que la cultura está muy presente es en el El Grabado Colonia, donde tenemos diferentes tipos, colonial entre otros. Contamos además con grandes exponente en El Arte Cubano Contemporáneo y en La Música Campesina Cubana.
El Sistema Provincial de Bibliotecas Públicas de Villa Clara cuenta en esta localidad con la Biblioteca Sucursal “Ramón Roa Gari” San Diego del Valle. En las artes plásticas, esta localidad cuenta con una destacada exponente, es ella Leticia Cabrera Pérez, graduada de la Escuela Profesional de Arte Samuel Feijoo en Villa Clara. Tradición Sandieguera, El Baile Rojo es una tradición, costumbres que han pasado de generación en generación, noticia de un hecho antiguo trasmitida a la actualidad.En la rama de Historiador, esta localidad cuenta con un destacado exponente, el mismo es José Luis Águila Villa.San Diego pueblo de tradiciones y de muchos poetas aficionados entre ellos Pedro Mesa conocido y respetado por su obra entre todas podemos resaltar El Poema A San Diego del Valle.

## Educación
En el sector Educacional, en el propio año de 1959 fueron creadas nuevas aulas. En 1960 se creó la Secundaria Básica Urbana con el nombre de Pepito Tey en el local que ocupaba el antiguo Juzgado Municipal, en la calle Monteagudo esquina Santiago Valdés y a finales de este mismo año se traslada para el local que ocupaba la antigua Escuela Primaria José de la Luz Caballero situada en la calle Calixto García esquina José Miguel Gómez con una matrícula de 98 alumnos en los tres grados, una plantilla de 9 profesores y un empleado de servicio. A partir de este momento no necesitaban los estudiantes trasladarse a Santa Clara o Santo Domingo a recibir este tipo de enseñanza. En 1960 se construyó el nuevo edificio para la escuela primaria que después adoptaría el nombre de uno de los mártires de la localidad David Pérez García. Este edificio disponía de 8 aulas, local para la dirección y un aula especializada para la enseñanza preescolar. En esta época cumplía la función de directora de este nuevo centro Porfiria Rivera Jiménez. En 1961 se nacionalizó la enseñanza y se hizo gratuita. A partir del Triunfo de la Revolución se realizaron cambios radicales en esta esfera. Nieves Emigdia Pérez Conte fue una digna representante de la educación en San Diego del Valle.al igual que María Mercedes Lima Simeónquién se destaca como mujer, profesora, vanguardia e internacionalista.

## Cronología
1.º de enero de 1959: Gran júbilo y fiesta de los pobladores por el Triunfo de la Revolución. Se reestructura el Ayuntamiento.
1959: se crean nuevas aulas, como parte de la campaña educacional de la Revolución.
1960: se inaugura la Secundaria Básica Urbana con el nombre de Pepito Tey, en el local que ocupaba el antiguo Juzgado Municipal, en la calle Monteagudo esquina Santiago Valdés. A finales de este mismo año se traslada para el local que ocupaba la antigua Escuela Primaria José de la Luz Caballero situada en la calle Calixto García esquina José Miguel Gómez con una matrícula de 98 alumnos en los tres grados, una plantilla de 9 profesores y un empleado de servicio. A partir de este momento no necesitaban los estudiantes trasladarse a Santa Clara o Santo Domingo a recibir este tipo de enseñanza.
1960: se construye un nuevo edificio para la escuela primaria que después adoptaría el nombre de uno de los mártires de la localidad David Pérez García. El edificio disponía de 8 aulas, local para la dirección y un aula especializada para la enseñanza preescolar. En esa época cumplía la función de directora de este nuevo centro Porfiria Rivera Jiménez.
1961: se nacionaliza la enseñanza.
1960: la principal industria de la localidad La Fábrica Reinado pasa a manos de la Compañía Internacional de Frutas.
1961: Es intervenida la Fábrica Reinado y pasa a manos del pueblo, siendo su primer administrador Eduviges Suárez Maimó.
1961: Comienza la Campaña de Alfabetización.
19 de diciembre de 1961: Se declara San Diego del Valle Territorio Libre de Analfabetismo. El responsable de la campaña en el poblado fue Ángel Padmacio Contreras Díaz.
1961: Inicia su servicio como Policlínico la casa de vivienda de la estomatóloga Malvida Linares que había abandonado el país.
1961: Se construye el edificio y comienza a funcionar en el pueblo el Banco Nacional de Cuba.
1962: Comienza a prestar servicios en el pueblo el Doctor Octavio Nodal Gómez, natural de Abreus, quien gozó de gran cariño en el pueblo como médico y como persona. San Diego del Valle lo nombró Hijo Adoptivo.
18 de mayo de 1963: El banco del pueblo pasa a prestar servicios como Banco Popular de Ahorro.
1963: Prácticamente rodeado el pueblo por los alzados contra los poderes del Estado, se habilita una unidad del ejército en el local situado en la calle Santiago Valdés y otra unidad de Lucha contra Bandidos (LCB) a la salida del pueblo en el terraplén que lo comunica con Cifuentes después del puente.
1963: Se crea el Taller Electrodoméstico de Reparaciones de Enseres Menores, radio y televisión en la calle Independencia número 15 con los mecánicos de radio Remberto Olivera, en televisión Luís García y enseres menores José Alfonso.
1965: Se nacionalizan los pequeños talleres de confecciones de Olga Lugo y Marcelina Perera y se unifican en un solo taller que comienza a funcionar en la calle Independencia esquina Céspedes, después pasa para la calle Monteagudo, en un local que le permitió ampliarse y emplear más obreras y adoptó el nombre de Lidia Doce.
1968: Se construye la panadería La Flor del Trigo, que comenzó a prestar servicio, con una producción récord de elaboración de 6 695 libras de pan en una jornada. Su primer administrador fue José Miguel Ruiz.
1972: Se amplía y reconstruye la carretera San Diego del Valle - Jicotea con capa de rodamiento total.
1974: Se establece la ruta de ómnibus de San Diego del Valle a Santa Clara con carros General Motors de gran porte, mejorando las comunicaciones con esta ciudad.
1974: Se construye el local para una heladería Coopelita que comenzó a prestar servicio el 4 de julio de ese mismo año, las primeras empleadas fueron María del Carmen Carballo, Sara Carballo, Elina Castellón y Carmen Toledo Pérez.
1978: se construye una edificación para la venta de pescado y sus derivados en la calle Santiago Valdés número 69_A.
1978: Comienza a brindar servicios el Atelier La Costura con las costureras Meco Rosales Concha y Caridad Arocha como administradora, en el local de la calle Santiago Valdés número 53 y luego pasó al otro local en la calle Monteagudo.
1984: Comienza a funcionar el Taller de Artesanía que brinda nuevos empleos y servicios a la población.
1986: Se construye la planta para procesar ají, creando nuevos empleos (hoy Tabacuba).
1987: Se construyen 3 plazitas para el expendio de viandas a la población en diferentes puntos del pueblo.
2 de febrero de 1987: Comienza a trabajar la Planta de Extracción y Beneficios de Semillas, en la calle Isidro López.
1988: Se construye el área recreativa Las Brisas (La Pista) se construyó en el año, facilitando la recreación de la juventud. La construyó y administró el compañero, Valentín García.